# История аквариумистики в России

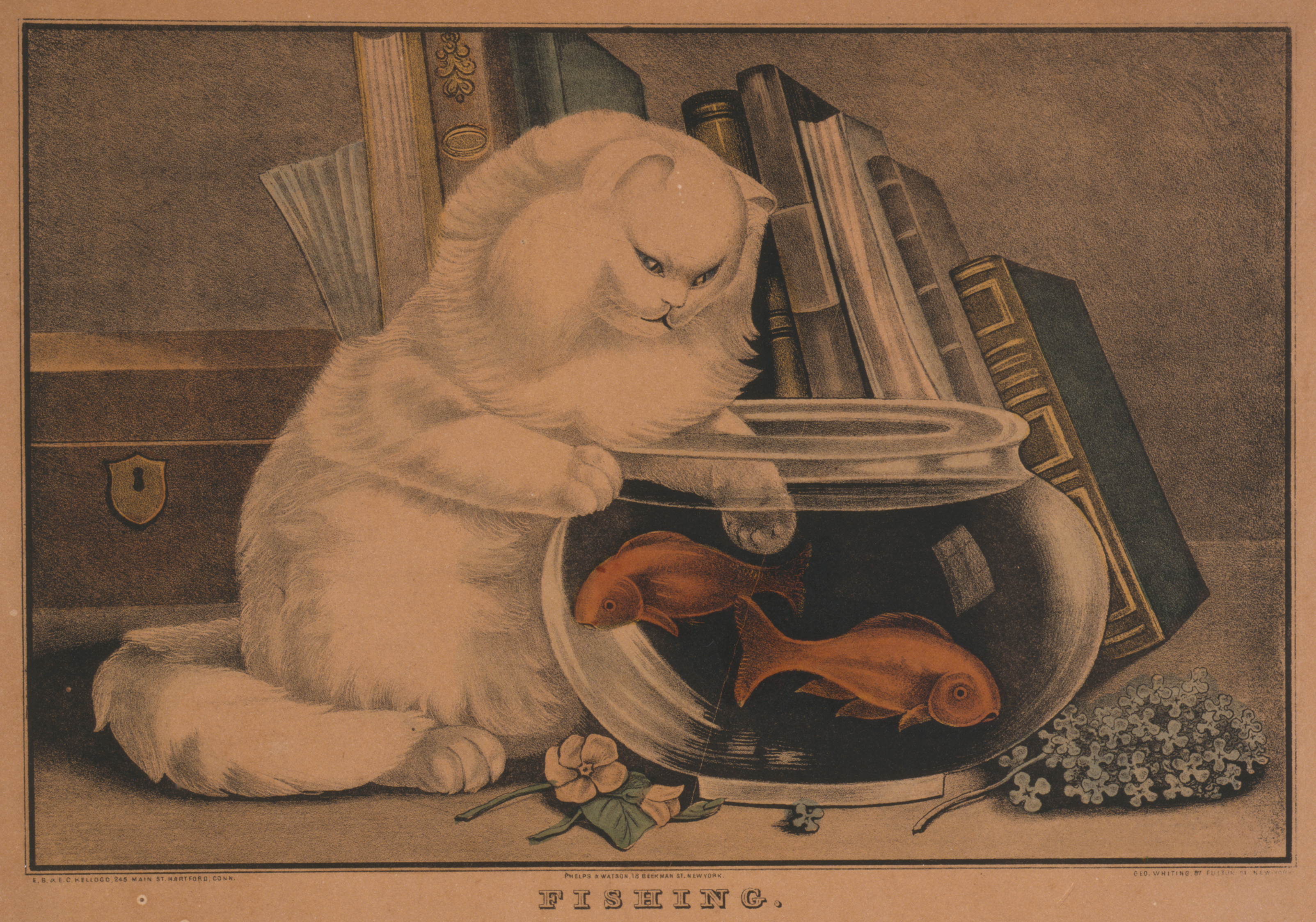
На печатной продукции первой половины XIX века кошка охотится за золотыми рыбками в склянке

С давних времен на Руси занимались прудовым рыбоводством — выращиванием карпов, карасей, язей и щук. Добывали речной жемчуг. Это, конечно, создавало предпосылки для возникновения аквариумистики, уходящую своими корнями в глубокую древность. Развитие международной аквариумистики, и, в первую очередь — китайской и японской, постепенно приобрело своих последователей во всем мире. Происходило это повсеместно и вместе с развитием торговых путей.
Россия исторически имела тесные связи со многими странами и не удивительно, что аквариумистика в нашей стране развивалась в тесном контакте с международной аквариумистикой, особенно с французской и немецкой. Важнейшую роль в развитии российской и в первую очередь русской аквариумистики также сыграли отечественные энтузиасты движения. Значительный вклад в развитие внесли представители русского флота, привозя из дальних странствий много полезного и интересного, и, в том числе — аквариумных рыбок.

## Донаучный период
Упоминания о заморских золотых рыбках в России встречаются уже в свидетельствах XV века — времён великого князя московского Василия Тёмного.
В XVI веке царь Иван Грозный неоднократно получал от иноземных послов в дар золотых рыбок в стеклянных шарах.
Во второй половине XVII века в «Аптекарском саду» царя Алексея Михайловича появилась ваза с золотыми рыбками, преподнесённая ему в дар англичанами, что привело и к появлению придворных рыбоводов.
При Петре I баснословно дорогие, но модные «склянки» с диковинными рыбками стали появляться и у некоторых приближённых царя.
В 1790 году, на вечере в честь Екатерины II, князь Григорий Потёмкин представил свету золотых рыбок — диковинку всё ещё огромной цены.

## Научная и любительская аквариумистика

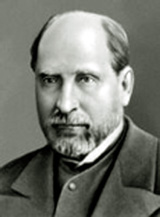
Богданов А. П.

В 1856 году по инициативе профессора Московского университета А. П. Богданова в Москве был организован Комитет по акклиматизации животных и растений, преобразованный в 1864 году в Императорское Русское Общество Акклиматизации Животных и Растений, которое состояло под покровительством его императорского высочества, великого князя — Николая Николаевича (старшего), а почетным председателем являлся — великий князь, Сергей Александрович.

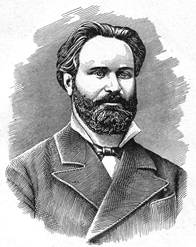
Л. П. Сабанеев

В 1863 году в Москве прошла 1-я акклиматизационная выставка с рядом экспонатов промышленного рыбоводства и аквариумами с отечественными пресноводными рыбами. Впервые в России были представлены: пять видов осетровых, белорыбица, сазан и другие. Выставка внесла важный вклад в развитие аквариумного содержания рыб и растений в России. В рамках 1-й акклиматизационной выставки прошла также первая в России выставка аквариумов с отечественными пресноводными рыбами. На этой выставке побывало около 20 тысяч посетителей. Инициаторами и основными устроителями выставки были Сабанеев Л. П., А. С. Мещерский, и Н. Ф. Золотницкий — в то время ещё совсем молодые люди.
С 1863 по 1913 год в разных городах России состоялось более сотни публичных демонстраций обитателей аквариума. Надо заметить, что Мещерский А. С. привез в Россию телескопов (вид золотых рыбок), фунду (рода Epiplatys), рыб-кошек (Amiurus nebulosus Cnthr), ципринодонов, каллихтов, собачьих рыб (Umbra krameri Müll), черных канадских окуней (Black-Bass), голубых окуней (Silver-Bass), солнечных рыб (Poisson Soleil), калико-окуней (Calico-Bass), и даже гурами, которых не было ни у кого из европейских любителей, исключая, конечно, только Карбонье (Pierre Carbonnier).

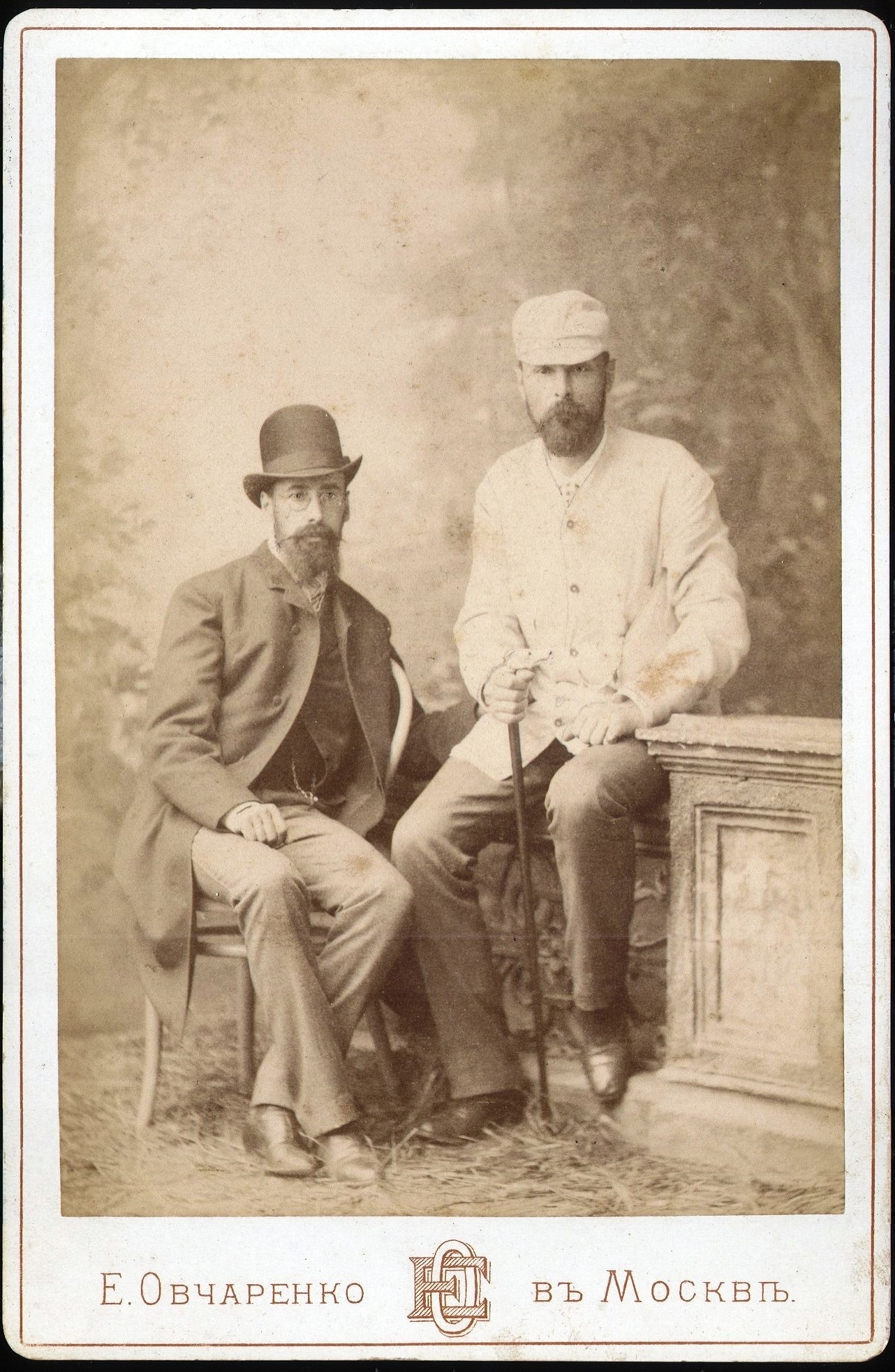
Золотницкий Н. Ф. и Мещерский А. С.

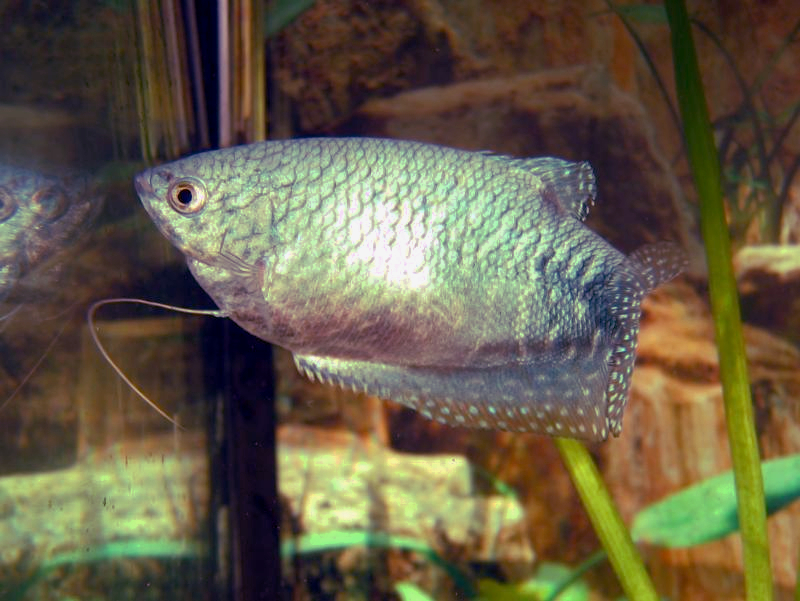
Гурами

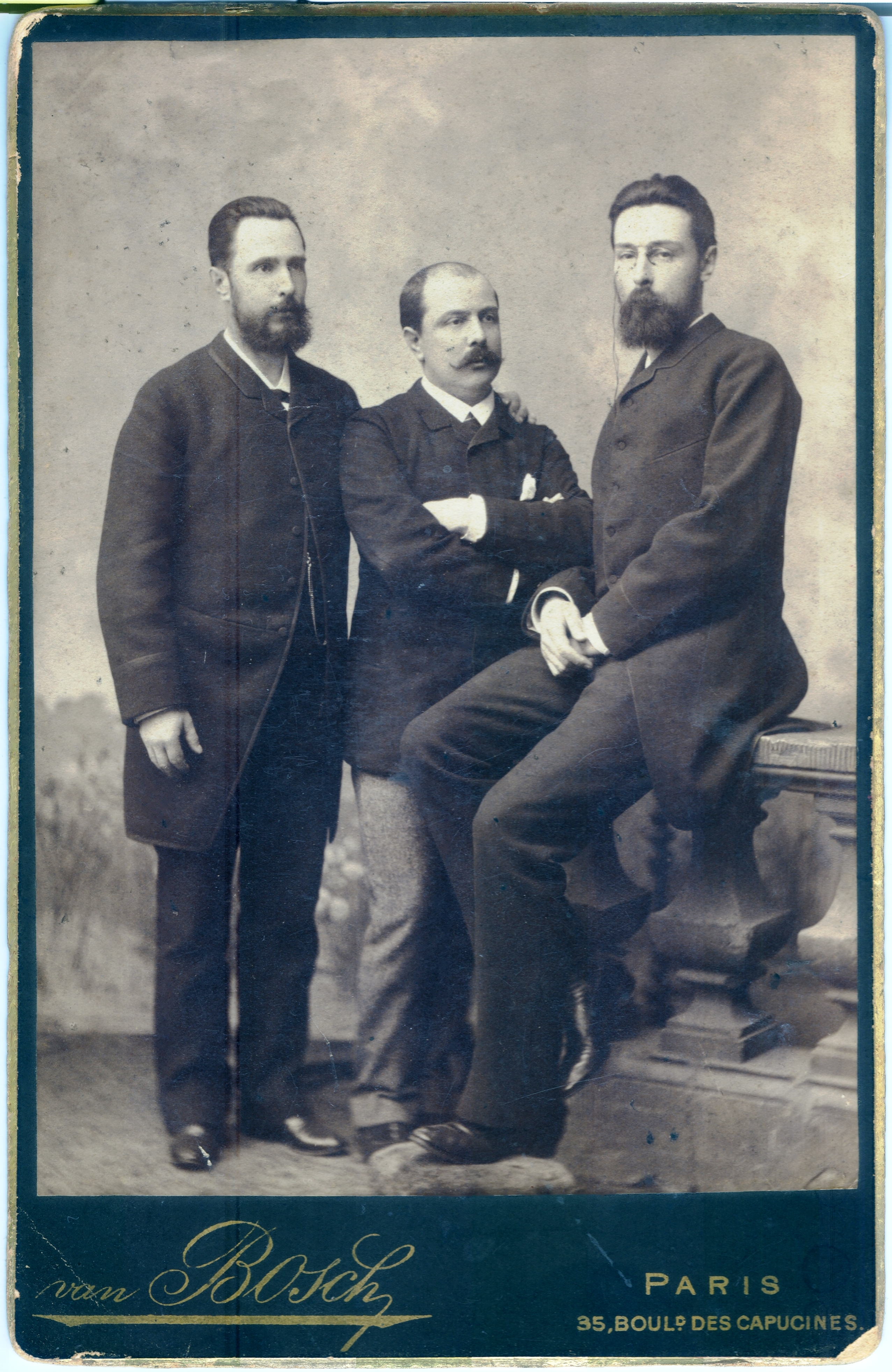
Золотницкий Н. Ф., П. Карбонье и Мещерский А. С.

В 1864 году официально Русским Императорским Обществом акклиматизации животных и растений организован Московский зоопарк (зоосад). На его территории строится помещение для «Морского Аквариума», однако из-за сложностей с доставкой животных помещение не используется по назначению. В том же году в Московском охотничьем клубе проходит выставка, где представили свои коллекции экзотических рыб Н. Ю. Зограф и Н.Ф.Терюхин. Среди экспонатов были представлены американские и ушастые окуни.
В 1866 году издана первая отечественная книга по аквариумистике Н. В. Сорокина «Пресноводный аквариум или комнатный садик для водных растений и животных».
В 1867 году в Москву Мещерскому А. С. привёзли с (фр. Всемирной Парижской выставки) пару макроподов. А в Санкт-Петербурге издана книга П. А. Ольхина — «Чудеса вод в комнате. Комнатный акварий и его обитатели».
В 1869 году в Москве состоялся II съезд естествоиспытателей и врачей, на котором выступил Николай Миклухо-Маклай, призвавший создавать морские биостанции для развития исследований на морях. Съезд поддержал его и принял решение о создании Севастопольской биостанции. Выполнение этого решения взяло на себя Общество естествоиспытателей при Новороссийском (то есть Одесском) университете, в котором в это время работали такие выдающиеся биологи, как А. Ковалевский, И. Мечников, И. Сеченов, В. Заленский и Л. Ценковский, принявшие непосредственное участие в основании первой в Российской империи морской биологической станции. Идея создания станции в Севастополе получила поддержку со стороны высшего командования флотом в лице Великого Князя Константина Николаевича и Русского Географического Общества.
В 1870 году в Санкт-Петербурге было организовано первое в России Общество любителей комнатных растений и аквариумов под руководством А. А. Набатова.
В 1871 году открыта Зоологическая станция в Севастополе, ныне — Институт биологии южных морей им. А. О. Ковалевского. В библиотеке Станции имелись условия для работы и приезжающих учёных.

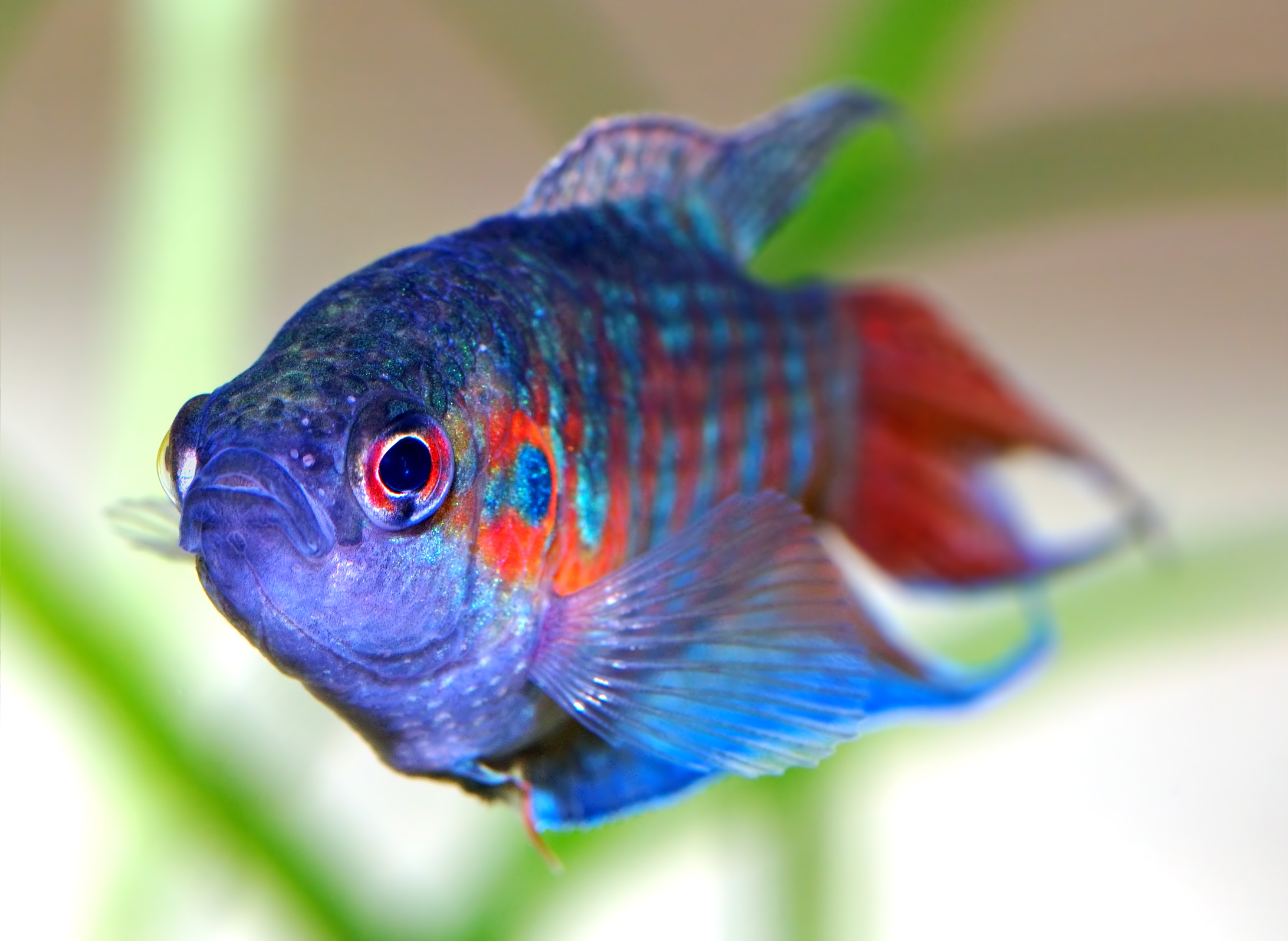
Макропод

В 1872 году на Всероссийской политехнической выставке в Москве были представлены 30 экземпляров увирандры (Aponogeton madagascariensis), часть экземпляров которой были подарены Петербургскому ботаническому саду. На этой выставке А. И. Гамбургер. представил привезенного макропода. Во время проведения выставки, инженер М. И. Трескин построил в центре Москвы на Охотном ряду «Акварий», вмещавший семь залов с аквариумами и шесть — с террариумами, однако из-за ошибок в проекте представленная экспозиция погибла в первую же зиму.

Зограф Н. Ю.(1851—1919)

27 июля 1878 года в Московском зоологическом саду открылась 2-я акклиматизационная выставка, на которой были выставлены многочисленные аквариумы с золотыми рыбками, телескопами, серебряными карасями и гурами. Всего на этой выставке было представлено около 30 видов рыб и ряд водных беспозвоночных. В этом же году по инициативе профессора А. П. Богданова в Московском зоосаду была организована первая исследовательская лаборатория. В лаборатории был создан Отдел аквариумов. Организацией и содержанием первых аквариумов в лаборатории занимался ассистент Зоологического музея Московского университета Насонов Николай Викторович (1855—1939), ставший позже известным российским зоологом и академиком Российской академии наук и возглавивший Зоологический институт. На базе ветеринарной лаборатории в Москве, при содействии русского профессора, возглавлявшего Отдел ихтиологии Императорского Русского Общества Акклиматизации Животных и Растений Н. Ю. Зографа, организуется специальный отдел с 32 аквариумами.
В 1881 году на Белом море при содействии Соловецкого монастыря и деятельном участии профессора Н. П. Вагнера, создана Соловецкая биологическая станция, самая северная из всех Зоологических станций. Станция принадлежала Санкт-Петербургскому обществу естествоиспытателей. Станция располагала несколькими большими аквариумами. На основе Соловецкой впоследствии создана Мурманская биологическая станция.
В 1882 году в Москве был открыт первый в России публичный павильон «Аквариум».
В 1887—1898 гг. в России проведено 13 выставок аквариумных растений и рыб.
К 1890 году в Москве вывели новую разновидность телескопа, так называемого «московского телескопа» бархатно-чёрного цвета с очень большими плавниками.
В 1890 году Московский «Аквариум» получает новое здание. Однако, из-за отсутствия должного фундамента через 5 лет оно пришло в полную негодность.

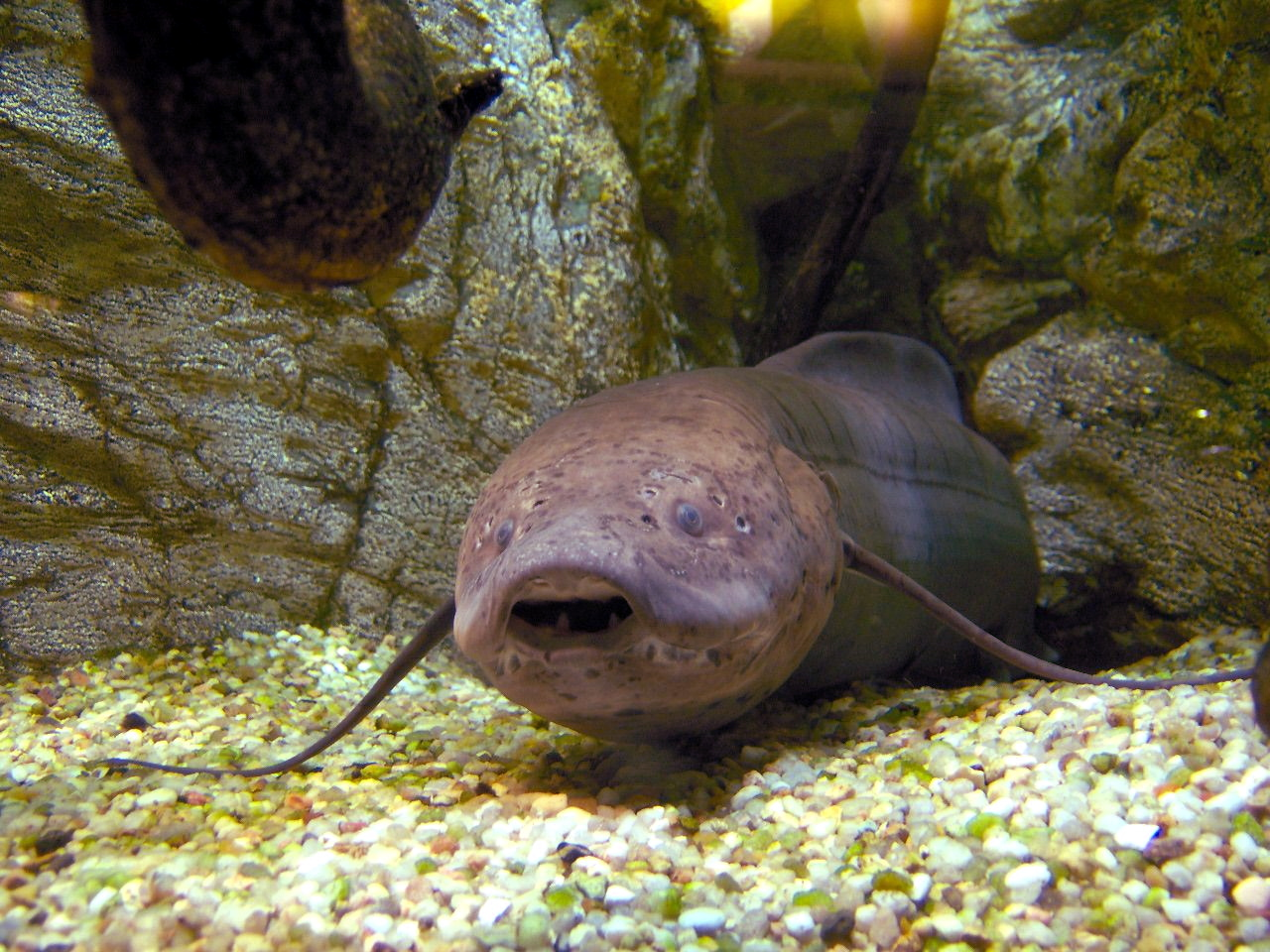
Протоптерус

В 1891 году прошла 3-я акклиматизационная выставка, на которой аквариумистом-любителем из Киева Н. А. Деппом были представлены рыбы — анабас и двоякодышащая рыба протоптерус (англ. protopterus), полученные им в подарок от английского любителя капитана Випана. А также впервые выставлен для обозрения комнатный морской аквариум Е.Е.Вебера.
В 1892 году на 4-й акклиматизационной выставке в Москве экспонировались растения из Америки — кабомба и мох фонтиналис, а также коллекция нимфей и цветущих апоногетонов московского аквариумиста-любителя К. И. Славина — всего 40 видов.

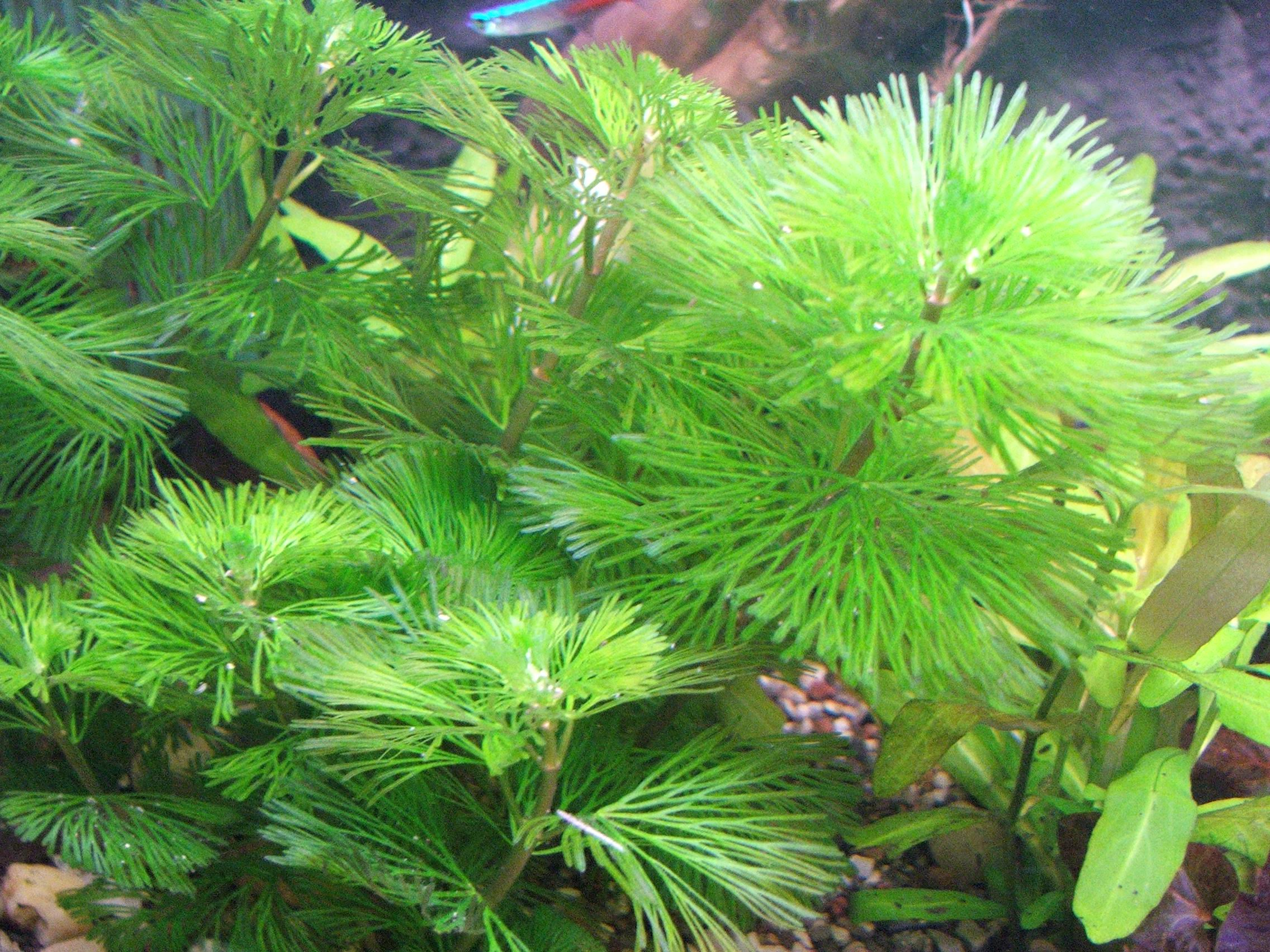
Кабомба

На 5-й акклиматизационной выставке впервые выставлена рыбка петушок.
На 6-й акклиматизационной выставке В.В.Глинка продемонстрировал более 70 петушков разных расцветок. Так же были представлены рыбы из водоемов Азии — змееголовы, мешкожаберные сомы и японские карпы.
7-я акклиматизационная выставка познакомила посетителей с новыми для России фундулюсами и гурами, судя по описаниям, — голубыми.
В 1895-ом А. Н. Северцов отправляется со своим товарищем Хомяковым в Самру на Волгу — собирать материал по стерляди. Молодые учёные устроили аквариумы с проточной водой, в которых искусственно оплодотворяли икру и выводили мальков.
В 1897 году с переездом Севастопольской биологической станции в специально построенное для неё здание, при ней был открыт первый морской публичный аквариум: 12-й в мире (включая пресноводные), 11-й в Европе, но первый и единственный в Российской империи. Аквариум находится в цокольном этаже здания Севастопольской биологической станции и успешно работает до сих пор. Основателем Севастопольского морского аквариума и биостанции является академик А. О. Ковалевский. Впоследствии Станцией поставляются во многие аквариумы России представители черноморской фауны: актинии, креветки, крабы, раки-отшельники, морские коньки, иглы, устрицы, мидии и др.
В 1898 году на 8-й акклиматизационной выставке помимо коллекции индокитайских рыб В. М. Десницкого, привезенных из Малайзии были представлены новые виды рыб: барбусы, купанус Дайя, или полиаканты; и совершенно новый вид гурами жемчужный. В том же году на Красной Пресне А. И. Гамбургер открыл первую в России крупную коммерческую разводню аквариумных рыб.
В 1899 году в Москве создается кружок любителей культуры аквариумов и террариумов под руководством Н. Ф. Золотницкого. В том же году кружок провёл свою первую выставку. За первые пять лет существования была проделана огромная работа: разведены три вида хромисов, илистые прыгуны и некоторые другие экзотические рыбы, в том числе живородящие рыбы.
С 1900 по 1912 год любительская аквариумистика приобретает характер массового хобби, а разведение аквариумных рыб достигает почти промышленных масштабов. В эти годы в Москве, Киеве и Петербурге открываются массовые клубы аквариумистов, выходят аквариумные журналы, устраиваются ежегодные аквариумные выставки.

## XX век
В 1901 году в Москву специально для Н. Ф. Золотницкого, из Сингапура удалось доставить 13 брызгунов. А в Харькове Южно-Русское общество акклиматизации открыло отделение рыбоводства и рыболовства, приступило к организации аквариума. В 1906 году закончилось сооружение и оборудование главного корпуса аквариума, устроенного в Университетском саду. 26 апреля 1901 года в городе Николаеве городской голова Н. П. Леонтович основал свою частную коллекцию, которая стала широко известна в России и Европе. Аквариум имел электрические компрессоры и подогреватели. Рыбки были размещены в 75 аквариумах. Коллекция насчитывала около 50 видов рыб и земноводных, свыше 1000 экземпляров.

 
6 декабря 1904 г. в Московском зоопарке по инициативе московского кружка отдела ихтиологии Императорского Русского Общества Акклиматизации и общественности и при поддержке меценатов открывается двухэтажный «Аквариум» с гидробиологической лабораторией и с постоянно действующей выставкой рыб и растений. Здесь уже представлены живородящие аквариумные рыбки разными видами Girardinus , Poecilia mexicana и Gambusia. Морские походы с заходом в Сингапур в связи с Русско-японской войной 1904—1905 гг. были весьма многочисленны. Капитан 2-го ранга Ф. В. Шидловский, капитан парохода Добровольного флота 2-й тихоокеанской эскадры «Тамбов» при содействии жившего в Сингапуре московского любителя И. А. Щербачева привез в Москву брызгуна (Toxotes jaculator); это был первый случай появления живого представителя данного вида в Европе. 

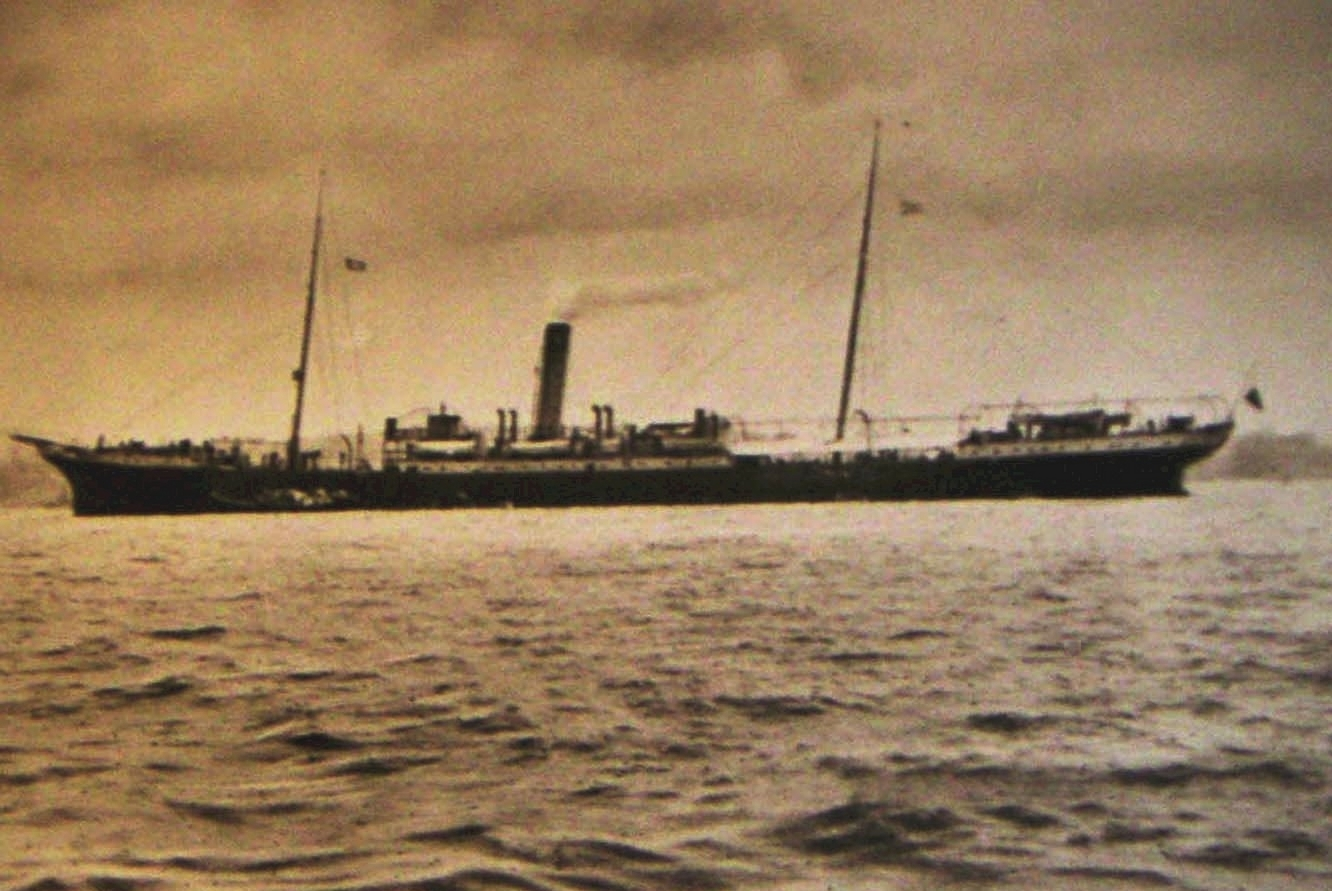
пароход «Тамбов»

В 1905 году кружок любителей аквариума и террариума преобразуется в Московское общество любителей аквариума и комнатных растений, которое по прежнему возглавляет Н. Ф. Золотницкий. Одновременно в этом же году в период революционных событий на Красной Пресне Московский Аквариум был расстрелян и сожжен.
В 1906 году в Киеве сын сахарозаводчика-миллионера Л. А. Шелюжко приступил к созданию первой аквариумной рыборазводни в России, которая впоследствии превзошла по размерам все европейские рыборазводни того времени. По каталогу можно было получить любой заказ рыб и растений этой рыборазводни. На этой рыборазводне были разведены цихлиды и сомики впервые в мире. (В 1943 году Шелюжко перебрался в Германию.)
В 1909 году на средства правительства было построено здание Аквариума Московского зоопарка.
В 1911 году в Москве открывается магазин «Аквариумное рыбоводство» В. Я. Стулова. Это первый специализированный аквариумный салон в России.
В 1916 году президент Казанского общества естествоиспытателей Остроумов Алексей Александрович в районе устья р. Свияги организовал Гидробиологическую станцию, впоследствии преобразованную в Зоологическую станцию Казанского ГУ.
В 1917 году произошла Революция, которая приостановила стремительное развитие аквариумистики в России.
К 20-м годам XX века ситуация стабилизируется. Восстанавливаются и вновь начинают работу аквариумы при зоопарках СССР.
В 30-е годы в крупных городах открываются кружки аквариумистики и аквариумного рыбоводства. Создается первая государственная рыборазводня под Москвой, которая начинает снабжать, открывающиеся зоомагазины и птичьи рынки страны рыбами и аквариумными растениями, медицинские и научные учреждения снабжать аксолотлями, а также поставлять рыбок в школы и детские сады. В середине 30-х гг. в зоопарках Москвы и Ленинграда открываются постоянно действующие павильоны «Аквариумы».
Возрождение отечественной аквариумистики вновь прерывается с началом Великой Отечественной войны.
В 1941 году в Московскую рыборазводню попадает бомба, но, пытаясь сберечь ценные виды рыб и растений, предпринимается успешная попытка восстановления рыборазводни уже в 1942 году, которая в 1947 году полностью восстановлена. Следом восстанавливается и Киевская рыборазводня.
В 1957 году при Московском областном отделении всероссийского общества содействия охране природы и озеленению населенных пунктов (в наше время — Всероссийское общество охраны природы, ВООП) была создана секция аквариумистов.
В 1957—1958 годах, была создана первая исследовательская подводная лодка «Северянка». Предназначалась для изучения промысловых рыбных скоплений и отработки способов их поиска и траления. Была оснащена уникальной системой для визуальных подводных наблюдений, подводным телевидением, эхолотами и шумопеленгаторами. Имела специальную систему стабилизации глубины погружения (до 180 м), систему отбора проб воды и грунта в подводном положении. Выполнила 10 рейсов
В 1964 году образуется Московский городской клуб аквариумистов и террариумистов, названный в честь Н. Ф. Золотницкого.
С середины 60-х годов в помещении Государственного биологического музея им. К. А. Тимирязева В Москве проводятся ежегодные выставки аквариумных рыб и растений. Одной из наиболее популярных среди москвичей стала ежегодная выставка-конкурс гуппи и других аквариумных рыб. Идею проведения которой выдвинул научный сотрудник М. Н. Ильин.
К концу 60-х годов отечественная аквариумистика начинает своё активное возрождение:
В 1972 году на берегу Рыбинского водохранилища в посёлке Борок в Ихтиологическом корпусе Института биологии внутренних вод РАН на базе бывшей лаборатории ихтиологии основан музей-аквариум.
В середине 80-х годов ВООП получило собственное здание по улице Чайковского, где теперь и размещается клуб аквариумистов и его секции. Здесь же расположен и выставочный зал Общества (Московское общество любителей аквариума и комнатных растений).

Медаль лауреата ВДНХ СССР (1987 год)

В 1987 году на Выставке достижений народного хозяйства (ВДНХ СССР) прошла первая всеобъемлющая выставка любителей аквариума и террариума в рамках 2-го Всесоюзного фестиваля народного творчества, в которой приняли участие не только клубы аквариумистов СССР, но и отдельные представители со всей многонациональной страны советов, некоторые из которых были награждены премиями, почётными дипломами и грамотами участника выставки, а также медалями — «Лауреат ВДНХ СССР». В том же году образовано Всесоюзное объединение клубов аквариумистов и террариумистов. Появились первые профессиональные аквариумные рыборазводни, постоянно действующие выставки и новые зоомагазины. Вышла книга В. С. Жданова «Аквариумные растения», в которой описывается около 300 наиболее популярных аквариумных растений, особенностях их морфологии и развитии, а также приемы их культивирования в аквариумах любителейи профессионалов.
В 1996 году образован филиал Беломорской Биологической Станции МГУ на Соловецких островах со штатом научных сотрудников. Филиал является базой для исследования морской фауны в центре Белого моря, обитающей на стыке распресненных участков Онежского и Двинского заливов.

## Коммерческая аквариумистика
В конце XIX века в России стартовала коммерческая аквариумистика

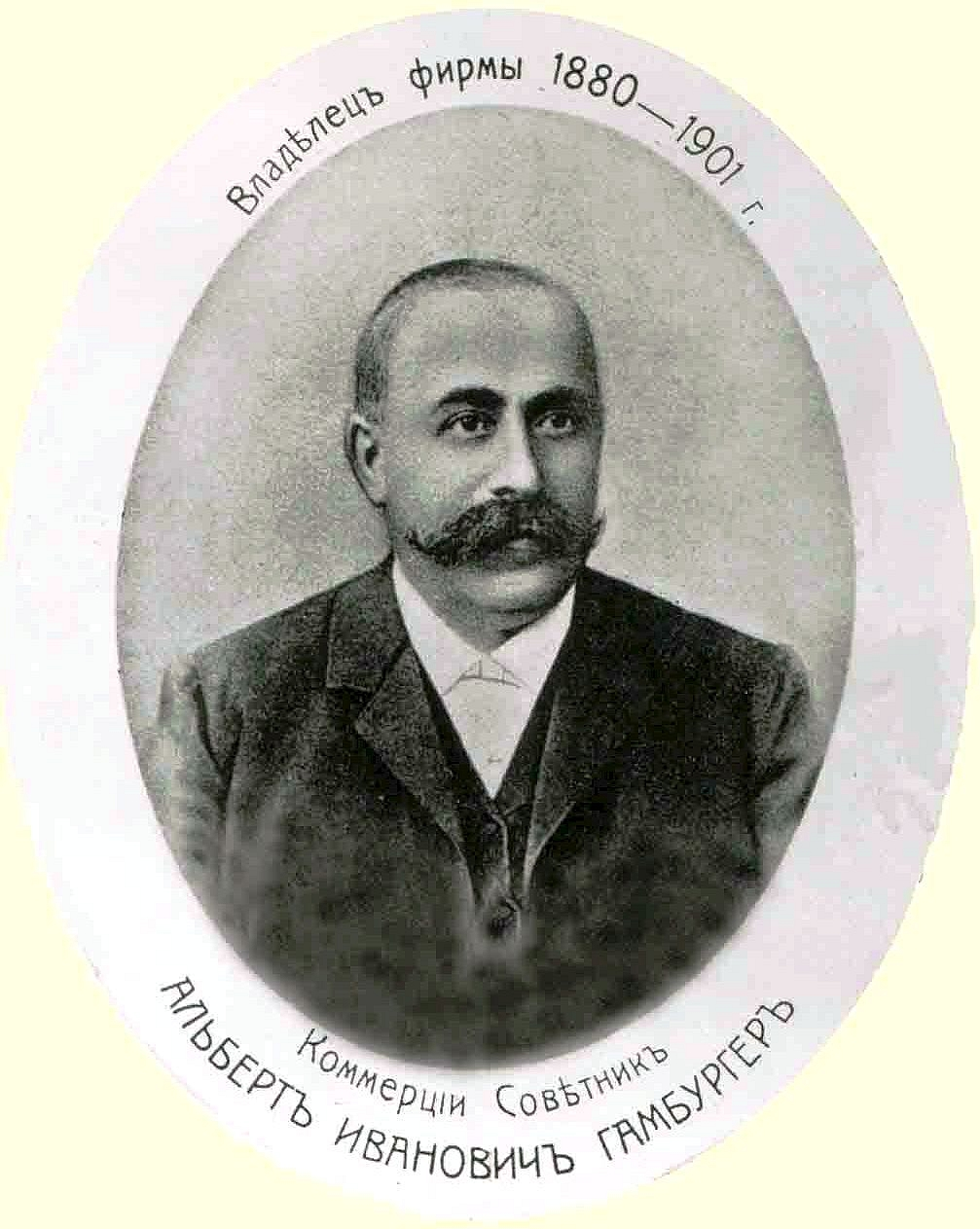
Гамбургер А. И.(1842—1901)

Первым коммерсантом, организовавшим широкую продажу аквариумов в России считается член Императорского Русского Общества Акклиматизации Животных и Растений. А. И. Гамбургер.
В 1856 году, когда ему исполнилось 14 лет, он начал производство аквариумов и организовал их продажу в Москве. На волне модного европейского (в большей степени французского и немецкого) увлечения продукция мастерской пользовалась высоким спросом, впоследствии, однако производство было свёрнуто. В 60-70 гг XIX в А. И. Гамбургер изучал аквариумных рыб и растений и первым привёз в Россию растение увирандру. Так же он привозил и размножал макроподов (Macropodus opercularis). Бизнес был успешным.
В 1862 году во время создания Московского Зоологического сада возникает идея устройства общественного «Аквариума». Швабе и Гамбургер предлагали бесплатно изготовить и установить аквариумы. Однако идея не была реализована.
В 2006 году, 26 апреля открыт океанариум «Нептун» в Санкт-Петербурге.
Начато строительство океанариума в Москве на Поклонной горе.